# Saint-Mamet
Ne doit pas être confondu avec Saint-Mamet-la-Salvetat.
Saint-Mamet est une commune française située dans le sud-ouest du département de la Haute-Garonne, en région Occitanie.
Sur le plan historique et culturel, la commune est dans le pays de Comminges, correspondant à l’ancien comté de Comminges, circonscription de la province de Gascogne située sur les départements actuels du Gers, de la Haute-Garonne, des Hautes-Pyrénées et de l'Ariège. Exposée à un climat de montagne, elle est drainée par la Pique et par divers autres petits cours d'eau. La commune possède un patrimoine naturel remarquable : trois sites Natura 2000 (les « vallées du Lis, de la Pique et d'Oô », la « haute vallée de la Pique » et « Garonne, Ariège, Hers, Salat, Pique et Neste ») et cinq zones naturelles d'intérêt écologique, faunistique et floristique.
Saint-Mamet est une commune rurale qui compte 552 habitants en 2022. Elle est dans l'agglomération de Bagnères-de-Luchon et fait partie de l'aire d'attraction de Bagnères-de-Luchon.

## Géographie

### Localisation
La commune de Saint-Mamet se trouve dans le département de la Haute-Garonne, en région Occitanie et est frontalière avec l'Espagne (Catalogne).
Elle se situe à 114 km à vol d'oiseau de Toulouse, préfecture du département, à 38 km de Saint-Gaudens, sous-préfecture, et à 1 km de Bagnères-de-Luchon, bureau centralisateur du canton de Bagnères-de-Luchon dont dépend la commune depuis 2015 pour les élections départementales.
La commune fait en outre partie du bassin de vie de Bagnères-de-Luchon.
Les communes les plus proches sont : 
Bagnères-de-Luchon (1,3 km), Montauban-de-Luchon (1,4 km), Cazaril-Laspènes (2,9 km), Juzet-de-Luchon (3,1 km), Moustajon (3,7 km), Trébons-de-Luchon (4,0 km), Sode (4,0 km), Antignac (5,0 km).
Sur le plan historique et culturel, Saint-Mamet fait partie du pays de Comminges, correspondant à l’ancien comté de Comminges, circonscription de la province de Gascogne située sur les départements actuels du Gers, de la Haute-Garonne, des Hautes-Pyrénées et de l'Ariège.
Saint-Mamet est limitrophe de trois autres communes, dont une en Espagne.
Les communes limitrophes sont Bossòst, Montauban-de-Luchon et Bagnères-de-Luchon.
|                    | Montauban-de-Luchon |                   |
| Bagnères-de-Luchon | Saint-Mamet,        | Bossòst (Espagne) |
|                    |                     |                   |

### Géologie et relief
La superficie de la commune est de 1 116 hectares ; son altitude varie de 630  à   1 975 mètres.

### Hydrographie

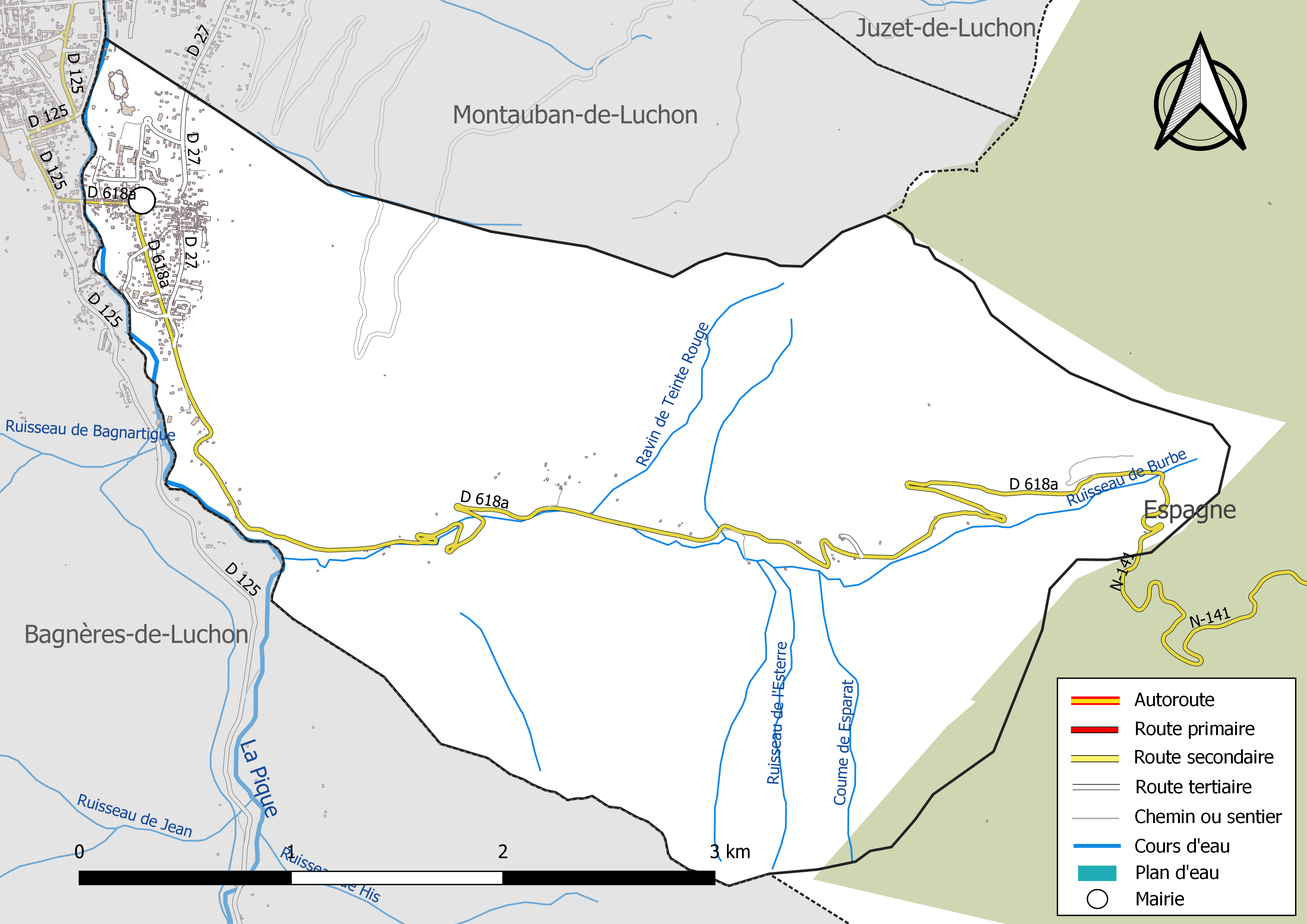
Réseaux hydrographique et routier de Saint-Mamet.

La commune est dans le bassin de la Garonne, au sein du bassin hydrographique Adour-Garonne. Elle est drainée par la Pique, Coume de Esparat, le ravin de Teinte Rouge, le ruisseau de Burbe, le ruisseau de l'Esterre et par divers petits cours d'eau, constituant un réseau hydrographique de 15 km de longueur totale,.
La Pique, d'une longueur totale de 32,9 km, prend sa source dans la commune de Bagnères-de-Luchon et s'écoule vers le nord. Elle traverse la commune et se jette dans la Garonne à Chaum, après avoir traversé 17 communes.

### Climat
Pour des articles plus généraux, voir Climat de l'Occitanie et Climat de la Haute-Garonne.
En 2010, le climat de la commune est de type climat de montagne, selon une étude s'appuyant sur une série de données couvrant la période 1971-2000. En 2020, Météo-France publie une typologie des climats de la France métropolitaine dans laquelle la commune est exposée à un climat de montagne ou de marges de montagne et est dans la région climatique Pyrénées centrales, caractérisée par une pluviométrie annuelle de 1 000 à 1 200 mm.
Pour la période 1971-2000, la température annuelle moyenne est de 10,8 °C, avec une amplitude thermique annuelle de 14,5 °C. Le cumul annuel moyen de précipitations est de 1 218 mm, avec 9,3 jours de précipitations en janvier et 7,8 jours en juillet. Pour la période 1991-2020, la température moyenne annuelle observée sur la station météorologique la plus proche, située sur la commune de Bagnères-de-Luchon à 1 km à vol d'oiseau, est de 11,5 °C et le cumul annuel moyen de précipitations est de 940,5 mm,. Pour l'avenir, les paramètres climatiques de la commune estimés pour 2050 selon différents scénarios d’émission de gaz à effet de serre sont consultables sur un site dédié publié par Météo-France en novembre 2022.

### Milieux naturels et biodiversité

#### Réseau Natura 2000

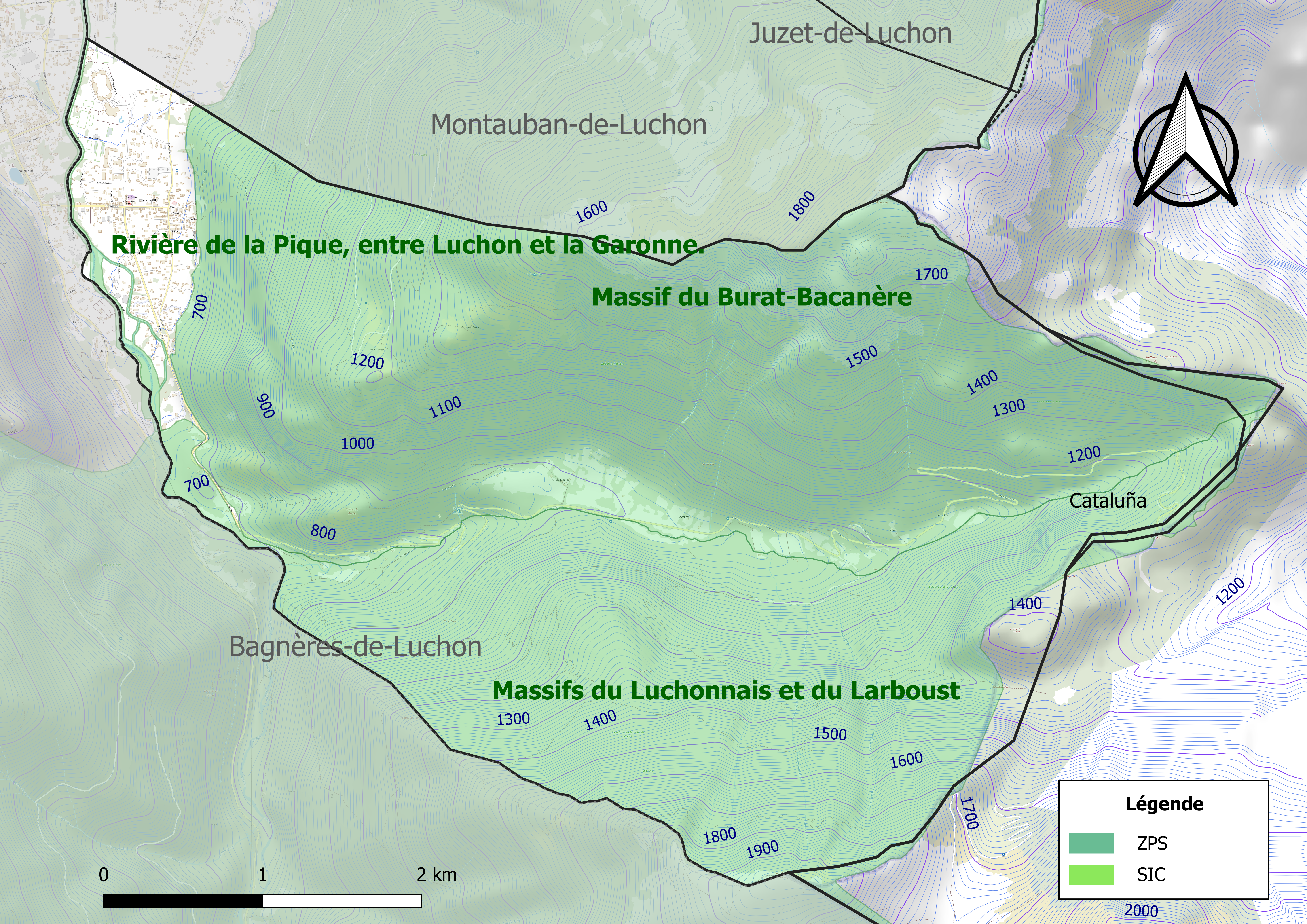
Sites Natura 2000 sur le territoire communal.

Le réseau Natura 2000 est un réseau écologique européen de sites naturels d'intérêt écologique élaboré à partir des directives habitats et oiseaux, constitué de zones spéciales de conservation (ZSC) et de zones de protection spéciale (ZPS).
Deux sites Natura 2000 ont été définis sur la commune au titre de la directive habitats :
- la « haute vallée de la Pique », d'une superficie de 8 251 ha, une haute-vallée glaciaire divisée en deux vallons principaux surplombés par une chaîne de sommets dépassant à l'est les 3 000 mètres pour sept d'entre eux, avec la présence de glaciers[21] ;
- « Garonne, Ariège, Hers, Salat, Pique et Neste », d'une superficie de 9 581 ha, un réseau hydrographique pour les poissons migrateurs (zones de frayères actives et potentielles importantes pour le Saumon en particulier qui fait l'objet d'alevinages réguliers et dont des adultes atteignent déjà Foix sur l'Ariège[22] ;

et un au titre de la directive oiseaux : 
- les « vallées du Lis, de la Pique et d'Oô », d'une superficie de 10 515 ha, hébergeant une avifaune de montagne bien représentée avec treize espèces de l'Annexe 1 se reproduisant sur le site. Parmi ces espèces figurent des populations remarquables pour l'Aigle Royal, la Chouette de Tengmalm, le Grand Tétras, le Lagopède alpin, le Pic à dos blanc, le Gypaète barbu, le Milan Royal et le Faucon pèlerin[23].

#### Zones naturelles d'intérêt écologique, faunistique et floristique

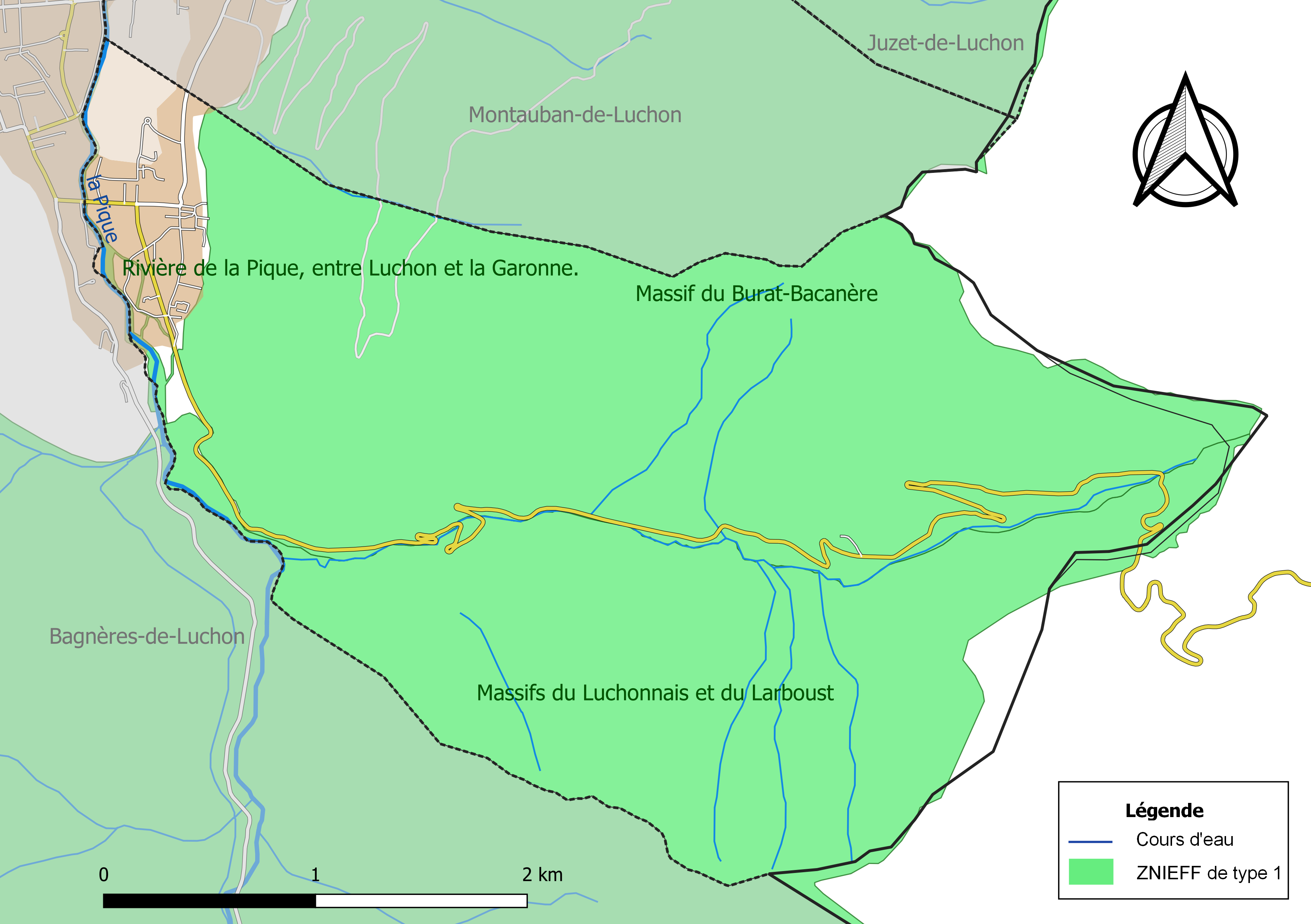
Carte des ZNIEFF de type 1 localisées sur la commune.

L’inventaire des zones naturelles d'intérêt écologique, faunistique et floristique (ZNIEFF) a pour objectif de réaliser une couverture des zones les plus intéressantes sur le plan écologique, essentiellement dans la perspective d’améliorer la connaissance du patrimoine naturel national et de fournir aux différents décideurs un outil d’aide à la prise en compte de l’environnement dans l’aménagement du territoire.
Trois ZNIEFF de type 1 sont recensées sur la commune :
- le « massif du Burat-Bacanère » (8 318 ha), couvrant 15 communes du département[25] ;
- les « massifs du Luchonnais et du Larboust » (16 267 ha), couvrant 13 communes dont dix dans la Haute-Garonne et trois dans les Hautes-Pyrénées[26],
- la « rivière de la Pique, entre Luchon et la Garonne. » (143 ha), couvrant 16 communes du département[27] ;

et deux ZNIEFF de type 2, : 
- « Garonne amont, Pique et Neste » (1 788 ha), couvrant 112 communes dont 42 dans la Haute-Garonne et 70 dans les Hautes-Pyrénées[28] ;
- la « Haute montagne en Haute-Garonne » (33 294 ha), couvrant 49 communes dont 41 dans la Haute-Garonne et huit dans les Hautes-Pyrénées[29].

## Urbanisme

### Typologie
Au 1er janvier 2024, Saint-Mamet est catégorisée commune rurale à habitat dispersé, selon la nouvelle grille communale de densité à sept niveaux définie par l'Insee en 2022.
Elle appartient à l'unité urbaine de Bagnères-de-Luchon, une agglomération intra-départementale regroupant six  communes, dont elle est une commune de la banlieue,,. Par ailleurs la commune fait partie de l'aire d'attraction de Bagnères-de-Luchon, dont elle est une commune de la couronne,. Cette aire, qui regroupe 44 communes, est catégorisée dans les aires de moins de 50 000 habitants,.

### Occupation des sols
L'occupation des sols de la commune, telle qu'elle ressort de la base de données européenne d’occupation biophysique des sols Corine Land Cover (CLC), est marquée par l'importance des forêts et milieux semi-naturels (94,7 % en 2018), une proportion identique à celle de 1990 (94,7 %). La répartition détaillée en 2018 est la suivante : 
forêts (86,4 %), milieux à végétation arbustive et/ou herbacée (8,3 %), zones urbanisées (4 %), espaces verts artificialisés, non agricoles (1,4 %). L'évolution de l’occupation des sols de la commune et de ses infrastructures peut être observée sur les différentes représentations cartographiques du territoire : la carte de Cassini (XVIIIe siècle), la carte d'état-major (1820-1866) et les cartes ou photos aériennes de l'IGN pour la période actuelle (1950 à aujourd'hui).

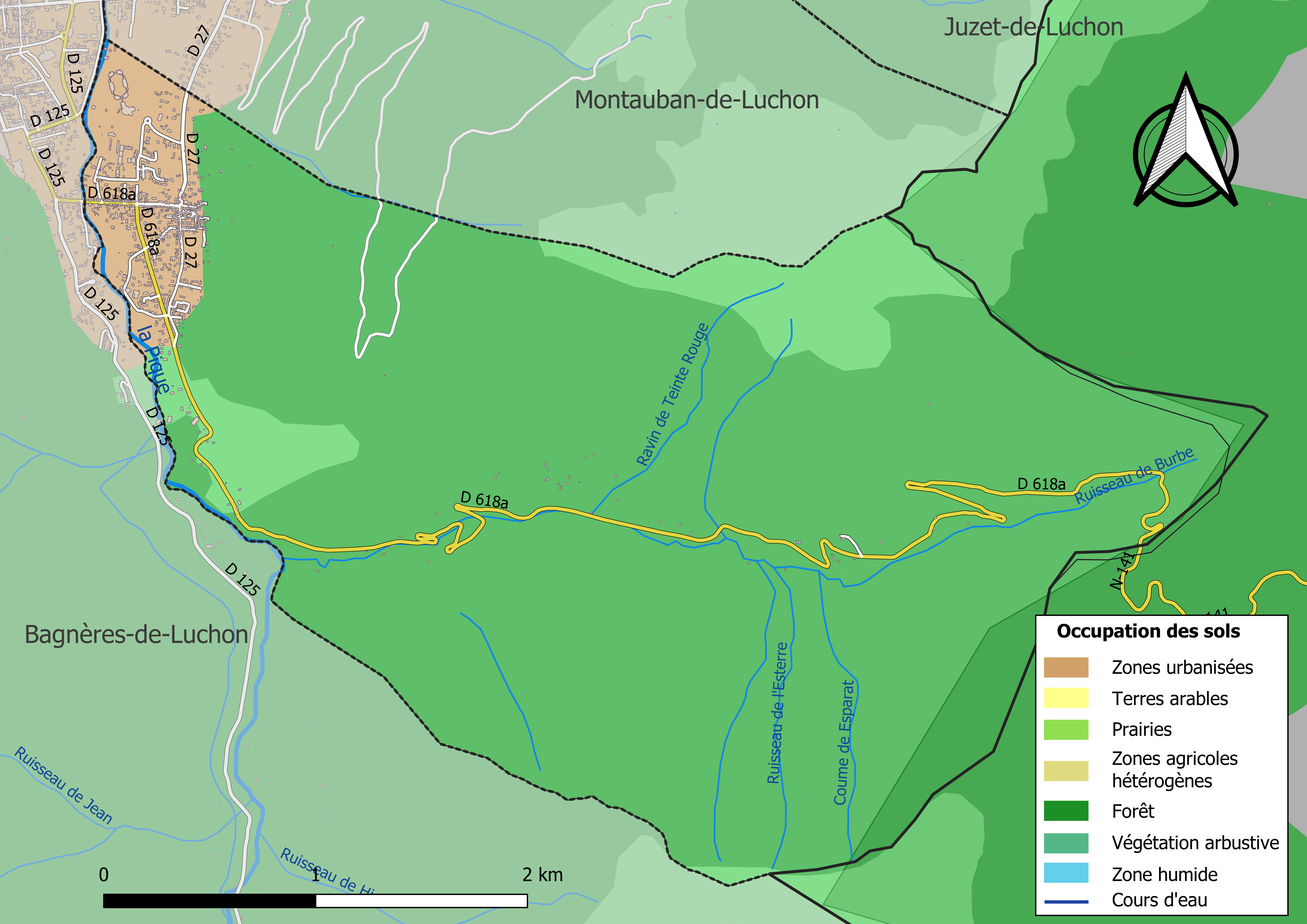
Carte des infrastructures et de l'occupation des sols de la commune en 2018 (CLC).

### Risques majeurs
Le territoire de la commune de Saint-Mamet est vulnérable à différents aléas naturels : météorologiques (tempête, orage, neige, grand froid, canicule ou sécheresse), inondations, feux de forêts, mouvements de terrains, avalanche  et séisme (sismicité moyenne). Il est également exposé à un risque technologique, la rupture d'un barrage, et à un risque particulier : le risque de radon. Un site publié par le BRGM permet d'évaluer simplement et rapidement les risques d'un bien localisé soit par son adresse soit par le numéro de sa parcelle.

#### Risques naturels
Certaines parties du territoire communal sont susceptibles d’être affectées par le risque d’inondation par débordement de cours d'eau, notamment la Pique. La commune a été reconnue en état de catastrophe naturelle au titre des dommages causés par les inondations et coulées de boue survenues en 1982, 1999, 2009 et 2013,.
Un plan départemental de protection des forêts contre les incendies a été approuvé par arrêté préfectoral du 25 septembre 2006. Saint-Mamet est exposée au risque de feu de forêt du fait de la présence sur son territoire du massif des Pyrénées. Il est ainsi défendu aux propriétaires de la commune et à leurs ayants droit de porter ou d’allumer du feu dans l'intérieur et à une distance de 200 mètres des bois, forêts, plantations, reboisements ainsi que des landes. L’écobuage est également interdit, ainsi que les feux de type méchouis et barbecues, à l’exception de ceux prévus dans des installations fixes (non situées sous couvert d'arbres) constituant une dépendance d'habitation,

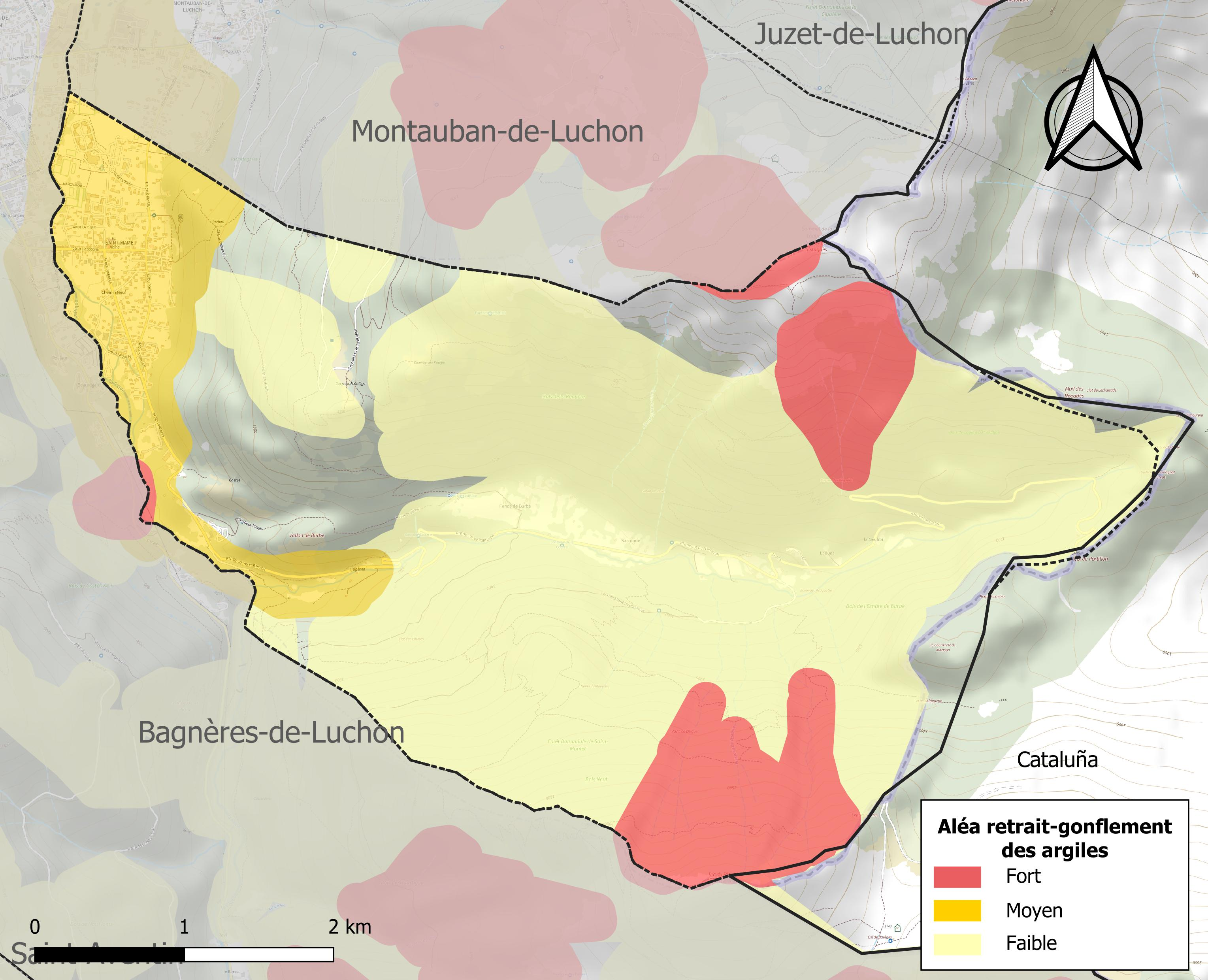
Carte des zones d'aléa retrait-gonflement des sols argileux de Saint-Mamet.

La commune est vulnérable au risque de mouvements de terrains constitué principalement du retrait-gonflement des sols argileux. Cet aléa est susceptible d'engendrer des dommages importants aux bâtiments en cas d’alternance de périodes de sécheresse et de pluie. 23,6 % de la superficie communale est en aléa moyen ou fort (88,8 % au niveau départemental et 48,5 % au niveau national). Sur les 422 bâtiments dénombrés sur la commune en 2019, 400 sont en aléa moyen ou fort, soit 95 %, à comparer aux 98 % au niveau départemental et 54 % au niveau national. Une cartographie de l'exposition du territoire national au retrait gonflement des sols argileux est disponible sur le site du BRGM,.
Par ailleurs, afin de mieux appréhender le risque d’affaissement de terrain, l'inventaire national des cavités souterraines permet de localiser celles situées sur la commune.
Concernant les mouvements de terrains, la commune a été reconnue en état de catastrophe naturelle au titre des dommages causés par des mouvements de terrain en 1999.

#### Risques technologiques
La commune est en outre située en aval du barrage du Portillon sur la Neste d'Oô. À ce titre elle est susceptible d’être touchée par l’onde de submersion consécutive à la rupture de cet ouvrage.

#### Risque particulier
Dans plusieurs parties du territoire national, le radon, accumulé dans certains logements ou autres locaux, peut constituer une source significative d’exposition de la population aux rayonnements ionisants. Certaines communes du département sont concernées par le risque radon à un niveau plus ou moins élevé. Selon la classification de 2018, la commune de Saint-Mamet est classée en zone 3, à savoir zone à potentiel radon significatif.

## Toponymie
Le nom de Saint-Mamet, vient de saint Mammès, saint patron de la commune, martyrisé au IVe siècle et livré aux lions par les Romains.
Durant la Révolution, la commune porte le nom de Bonne-Garde.
Ses habitants sont appelés les Saint-Mametois.

## Histoire
Les premières incursions septentrionales proto-humaines sur les rives du lac qui s'étendait alors jusqu'à Cier-de-Luchon au Néolothique supérieur ont laissé leur trace dans 4 abris sous roche, avant une sédentarisation durant l’Hallstat.

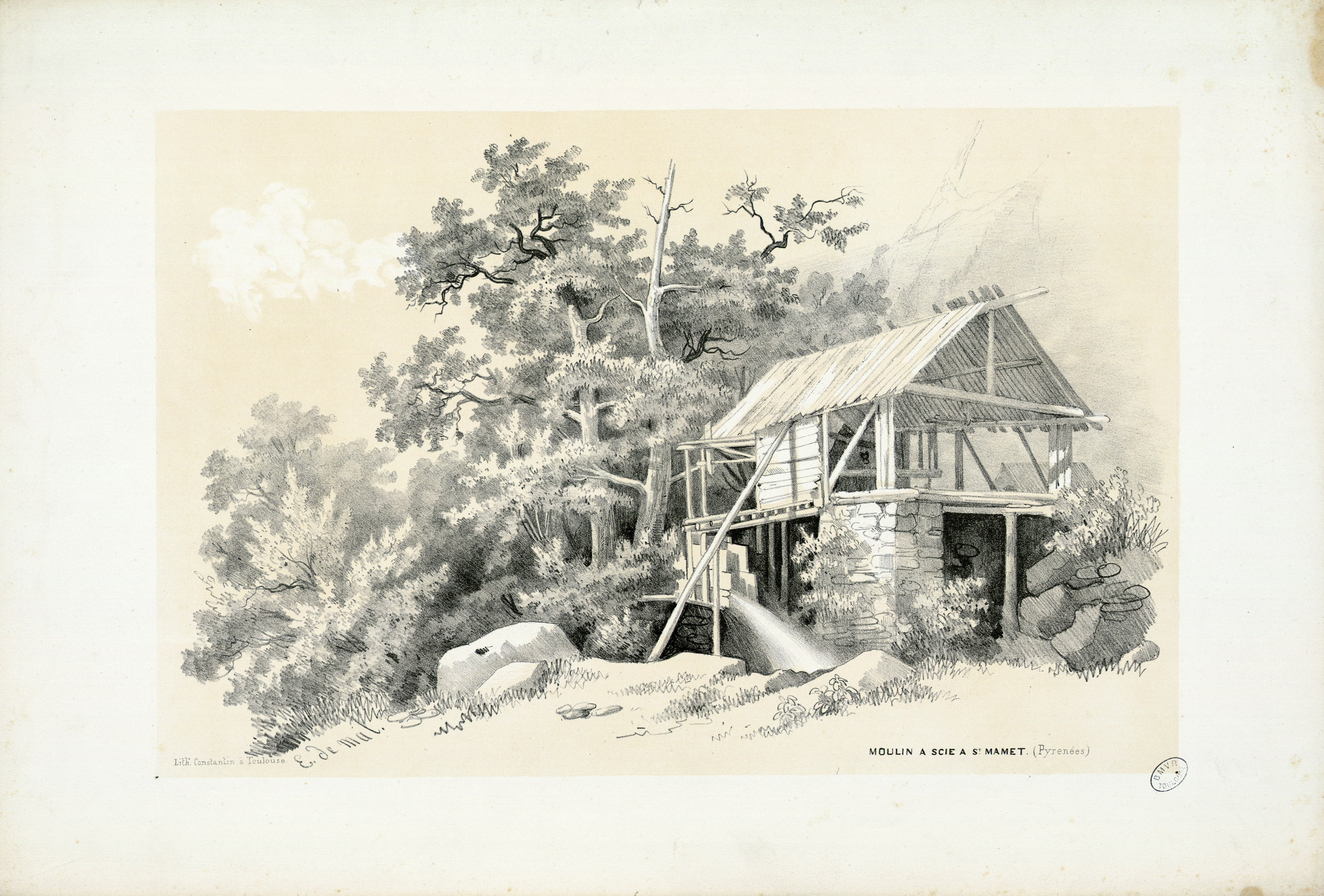
Moulin à scie à Saint-Mamet par Eugène de Malbos, lithographie vers 1840.

En 1784, un Allemand, le comte de Beust, mit en exploitation une mine dont le minerai de cobalt transporté à dos de mulet par le port de Plan et les cols d'Azet et de Peyresourde, permettait de fabriquer du bleu de cobalt, un pigment minéral. L'usine de Saint-Mamet a compté jusqu'à 30 ouvriers. Interrompue par la Révolution, l'activité de la mine connut un renouveau vers 1830.

## Politique et administration

### Administration municipale
Le nombre d'habitants au recensement de 2011 étant compris entre 500 et 1 499 habitants, le nombre de membres du conseil municipal pour l'élection de 2014 est de quinze,.

### Rattachements administratifs et électoraux
Commune faisant partie de la huitième circonscription de la Haute-Garonne, de la communauté de communes des Pyrénées Haut-Garonnaises et du canton de Bagnères-de-Luchon. Avant le 1er janvier 2017 Saint-Mamet faisait partie de la communauté de communes du Pays de Luchon.

### Liste des maires
| Période                                  | Période  | Identité          | Étiquette | Qualité                    |
| ---------------------------------------- | -------- | ----------------- | --------- | -------------------------- |
| mars 2001                                | En cours | Yvon Saint-Martin | DVD       | Retraité Fonction publique |
| Les données manquantes sont à compléter. |          |                   |           |                            |

## Population et société

### Démographie
L'évolution du nombre d'habitants est connue à travers les recensements de la population effectués dans la commune depuis 1793. Pour les communes de moins de 10 000 habitants, une enquête de recensement portant sur toute la population est réalisée tous les cinq ans, les populations de référence des années intermédiaires étant quant à elles estimées par interpolation ou extrapolation. Pour la commune, le premier recensement exhaustif entrant dans le cadre du nouveau dispositif a été réalisé en 2006.

En 2022, la commune comptait 552 habitants, en évolution de +1,28 % par rapport à 2016 (Haute-Garonne : +8,02 %, France hors Mayotte : +2,11 %).
| 1793 | 1800 | 1806 | 1821 | 1831 | 1836 | 1841 | 1846 | 1851 |
| ---- | ---- | ---- | ---- | ---- | ---- | ---- | ---- | ---- |
| 317  | 299  | 306  | 346  | 471  | 468  | 463  | 495  | 668  |

| 1856 | 1861 | 1866 | 1872 | 1876 | 1881 | 1886 | 1891 | 1896 |
| ---- | ---- | ---- | ---- | ---- | ---- | ---- | ---- | ---- |
| 508  | 489  | 496  | 458  | 509  | 508  | 481  | 506  | 507  |

| 1901 | 1906 | 1911 | 1921 | 1926 | 1931 | 1936 | 1946 | 1954 |
| ---- | ---- | ---- | ---- | ---- | ---- | ---- | ---- | ---- |
| 446  | 445  | 441  | 516  | 488  | 446  | 437  | 420  | 386  |

| 1962 | 1968 | 1975 | 1982 | 1990 | 1999 | 2006 | 2011 | 2016 |
| ---- | ---- | ---- | ---- | ---- | ---- | ---- | ---- | ---- |
| 365  | 392  | 410  | 442  | 491  | 499  | 525  | 557  | 545  |

| 2021 | 2022 | - | - | - | - | - | - | - |
| ---- | ---- | - | - | - | - | - | - | - |
| 553  | 552  | - | - | - | - | - | - | - |

| selon la population municipale des années : | 1968 | 1975 | 1982 | 1990 | 1999 | 2006 | 2009 | 2013 |
| Rang de la commune dans le département      | 188  | 208  | 211  | 202  | 206  | 219  | 211  | 220  |
| Nombre de communes du département           | 592  | 582  | 586  | 588  | 588  | 588  | 589  | 589  |

### Enseignement
Saint-Mamet fait partie de l'académie de Toulouse.

### Culture et festivités
Panthéon pyrénéen, comité des fêtes,

### Activités sportives
Chasse, randonnée pédestre

### Écologie et recyclage
La collecte et le traitement des déchets des ménages et des déchets assimilés ainsi que la protection et la mise en valeur de l'environnement se font dans le cadre de la communauté de communes du Pays de Luchon.

#### Protection environnementale
La zone Natura 2000 de la Haute Vallée de la Pique est classé en zone spéciale de conservation (en référence à la Directive Habitats) depuis 2007, avec une superficie de 8 251 hectares, elle s'étend sur une partie de la commune de Saint-Mamet.
La zone Natura 2000 des Vallées du Lis, de la Pique et d'Oô est classé en zone de protection spéciale (en référence à la Directive Oiseaux) depuis 2006, avec une superficie de 10 515 hectares, elle s'étend sur une partie de la commune de Saint-Mamet.
Ces deux zones Natura 2000 se superposent sur une grande partie de leur superficie.

## Économie

### Revenus
En 2018  (données Insee publiées en septembre 2021), la commune compte 269 ménages fiscaux, regroupant 524 personnes. La médiane du revenu disponible par unité de consommation est de 20 710 € (23 140 € dans le département).

### Emploi
|                | 2008  | 2013  | 2018  |
| -------------- | ----- | ----- | ----- |
| Commune        | 6,1 % | 6,8 % | 6,3 % |
| Département    | 7,7 % | 9,6 % | 9,3 % |
| France entière | 8,3 % | 10 %  | 10 %  |

En 2018, la population âgée de 15 à 64 ans s'élève à 339 personnes, parmi lesquelles on compte 75 % d'actifs (68,7 % ayant un emploi et 6,3 % de chômeurs) et 25 % d'inactifs,. Depuis 2008, le taux de chômage communal (au sens du recensement) des 15-64 ans est inférieur à celui de la France et du département.
La commune fait partie de la couronne de l'aire d'attraction de Bagnères-de-Luchon, du fait qu'au moins 15 % des actifs travaillent dans le pôle,. Elle compte 107 emplois en 2018, contre 80 en 2013 et 84 en 2008. Le nombre d'actifs ayant un emploi résidant dans la commune est de 243, soit un indicateur de concentration d'emploi de 44,2 % et un taux d'activité parmi les 15 ans ou plus de 54,4 %.
Sur ces 243 actifs de 15 ans ou plus ayant un emploi, 54 travaillent dans la commune, soit 22 % des habitants. Pour se rendre au travail, 74,2 % des habitants utilisent un véhicule personnel ou de fonction à quatre roues, 3 % les transports en commun, 17 % s'y rendent en deux-roues, à vélo ou à pied et 5,9 % n'ont pas besoin de transport (travail au domicile).

### Activités

#### Secteurs d'activités
49 établissements sont implantés  à Saint-Mamet au 31 décembre 2019. Le tableau ci-dessous en détaille le nombre par secteur d'activité et compare les ratios avec ceux du département,.
| Secteur d'activité                                                                                        | Commune | Commune | Département |
| Secteur d'activité                                                                                        | Nombre  | %       | %           |
| --- | ------- | ------- | ----------- |
| Ensemble                                                                                                  | 49      |         |             |
| Industrie manufacturière, industries extractives et autres                                                | 1       | 2 %     | (5,7 %)     |
| Construction                                                                                              | 11      | 22,4 %  | (12 %)      |
| Commerce de gros et de détail, transports, hébergement et restauration                                    | 11      | 22,4 %  | (25,9 %)    |
| Information et communication                                                                              | 1       | 2 %     | (4,1 %)     |
| Activités immobilières                                                                                    | 3       | 6,1 %   | (4,2 %)     |
| Activités spécialisées, scientifiques et techniques et activités de services administratifs et de soutien | 6       | 12,2 %  | (19,8 %)    |
| Administration publique, enseignement, santé humaine et action sociale                                    | 12      | 24,5 %  | (16,6 %)    |
| Autres activités de services                                                                              | 4       | 8,2 %   | (7,9 %)     |

Le secteur de l'administration publique, l'enseignement, la santé humaine et l'action sociale est prépondérant sur la commune puisqu'il représente 24,5 % du nombre total d'établissements de la commune (12 sur les 49 entreprises implantées  à Saint-Mamet), contre 16,6 % au niveau départemental.

#### Entreprises et commerces
Les trois entreprises ayant leur siège social sur le territoire communal qui génèrent le plus de chiffre d'affaires en 2020 sont : 
- Sanson Pere Et Fils, travaux de terrassement courants et travaux préparatoires (122 k€)
- Emys, activités vétérinaires (111 k€)
- Le Bois Dans Le Bâtiment, travaux de menuiserie bois et PVC (95 k€)

Aucune exploitation agricole ayant son siège dans la commune n'est recensée lors du recensement agricole de 2020 (trois en 1988),.

## Culture locale et patrimoine

### Lieux et monuments
- Église Saint-Mamés de Saint-Mamet, un édifice construit en 1526, selon le tympan sculpté de la porte de l'église. La première mention connue date toutefois de 1369[60].
- Cascade Sidonie dans le vallon de Burbe.
- Col du Portillon.

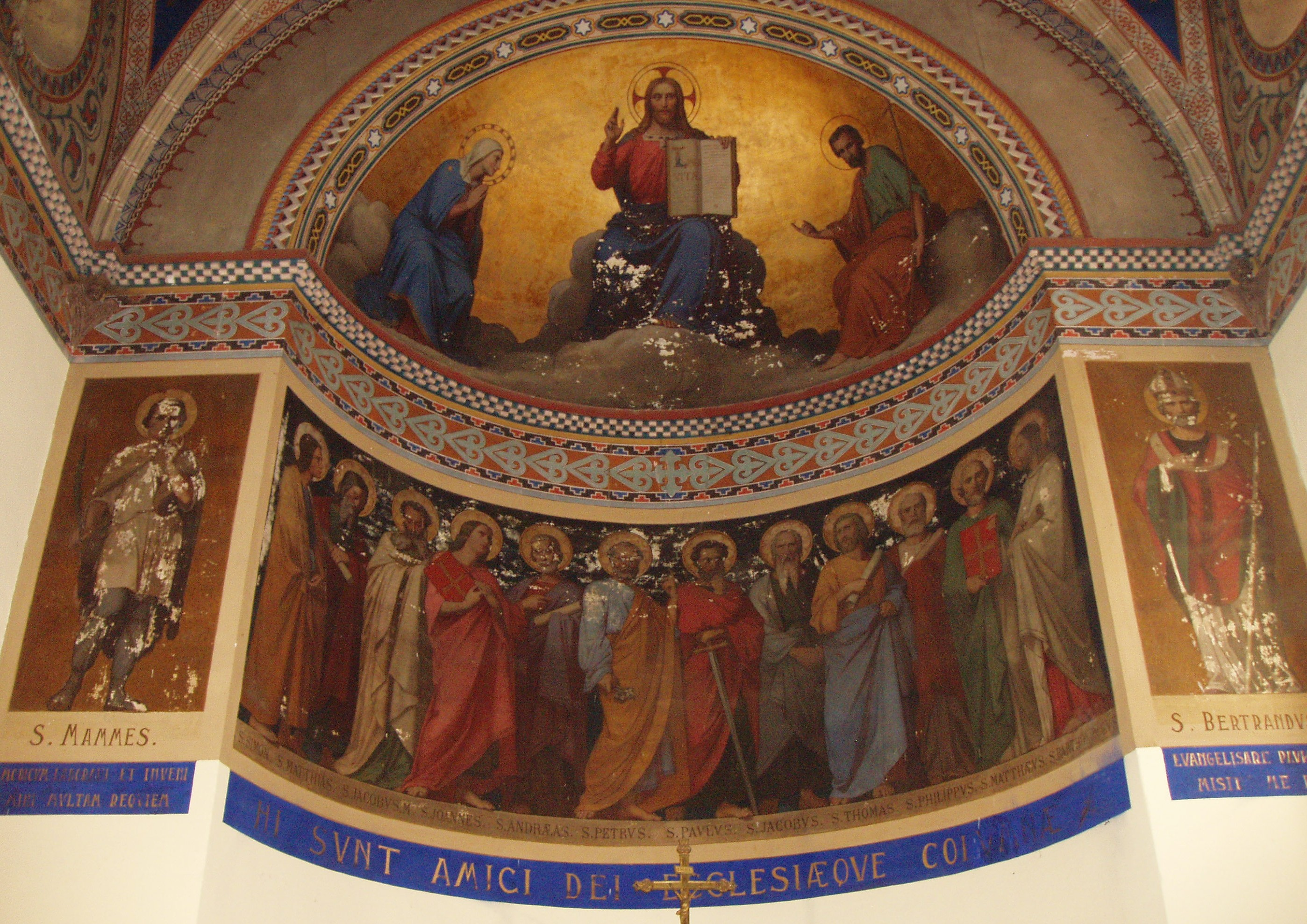
Fresque de l'église : Les Amis de Dieu et les saints Apôtres, de Romain Cazes.
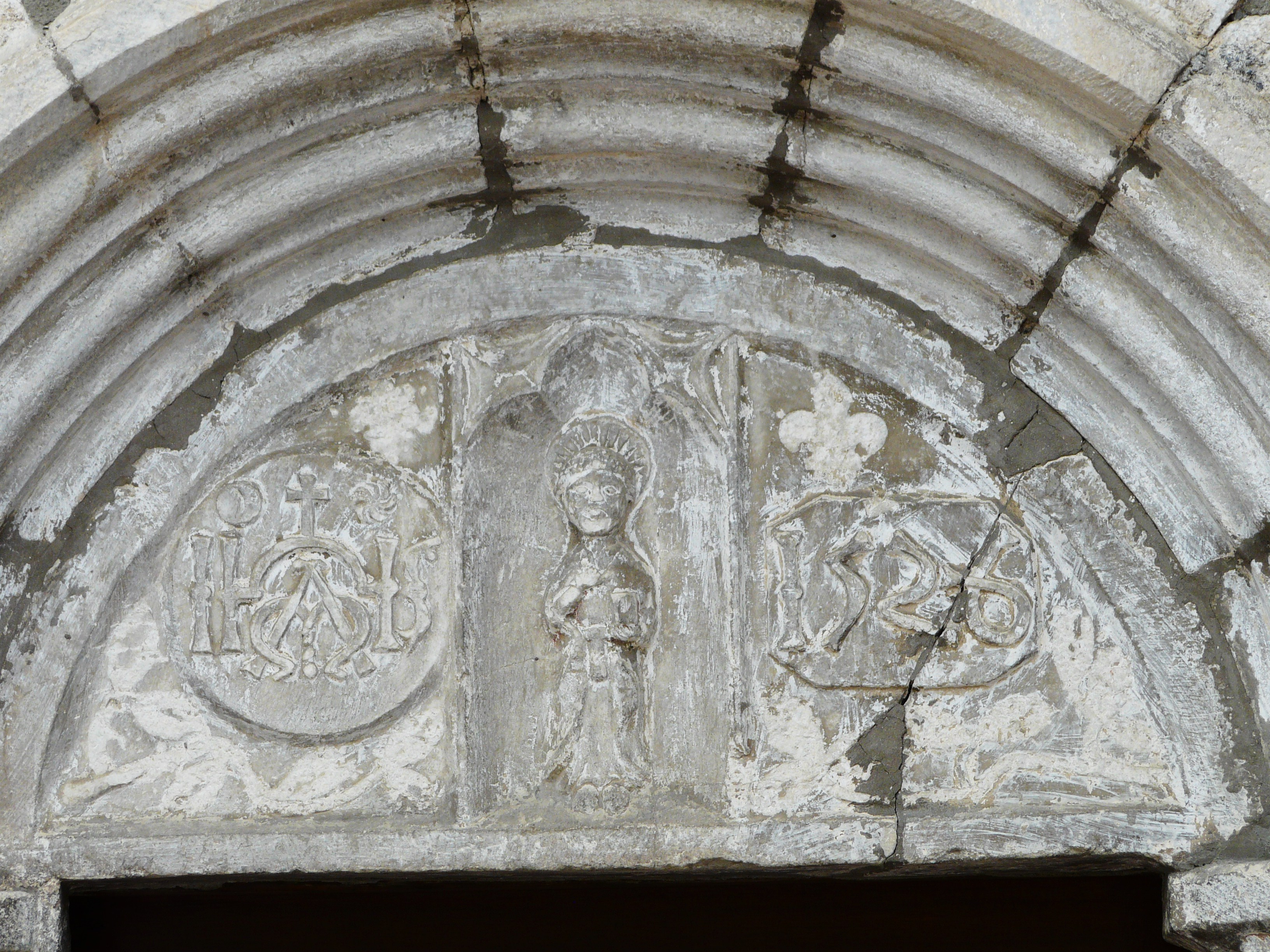
Le tympan sculpté de la porte de l'église.
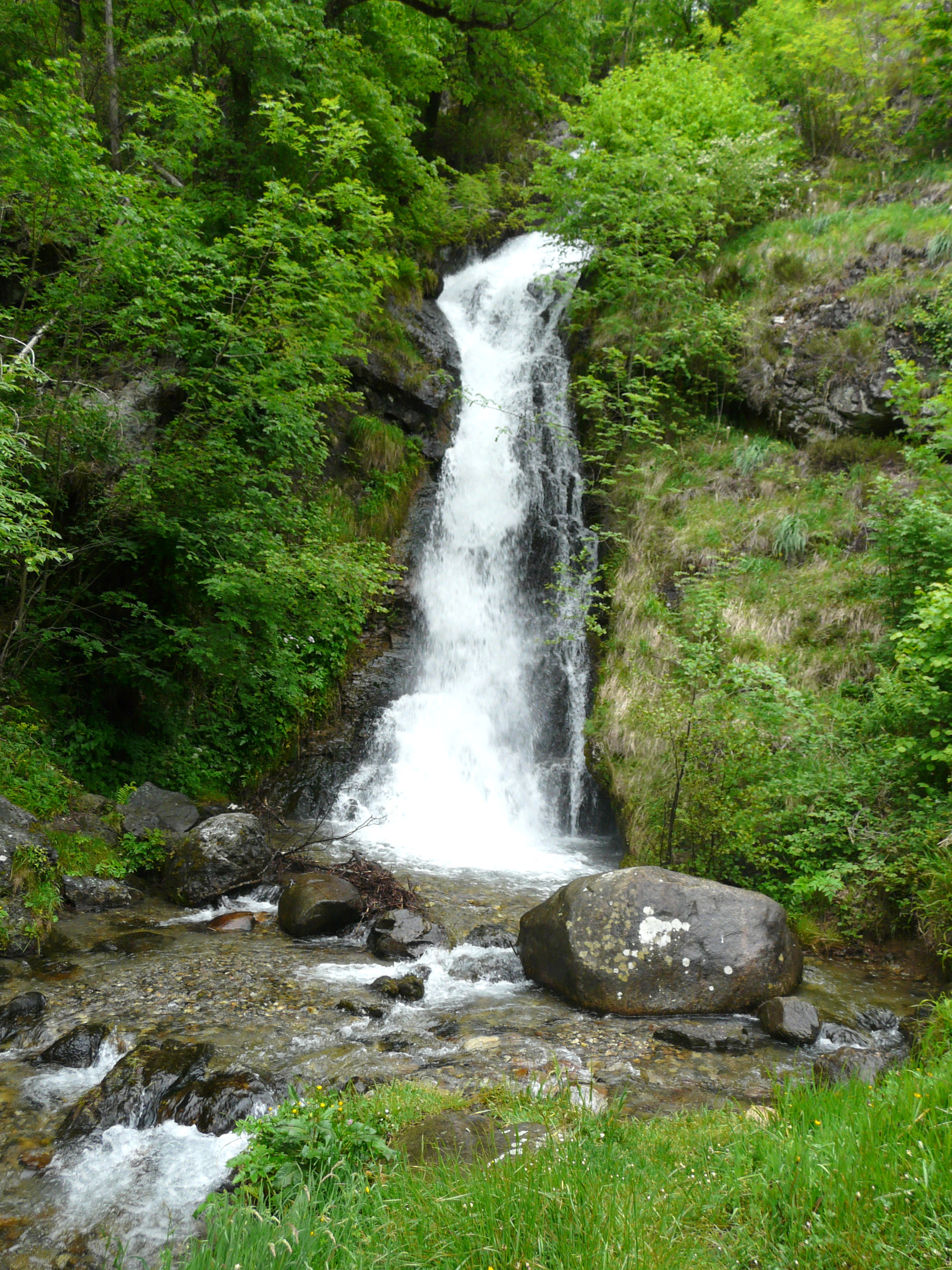
La partie supérieure de la cascade Sidonie.

### Personnalités liées à la commune
- Romain Cazes, (1810-1881), peintre.
- Bernard Sarrieu, (1875-1935) mort à Saint MametStèle de Bernard Sarrieu à Saint Mamet

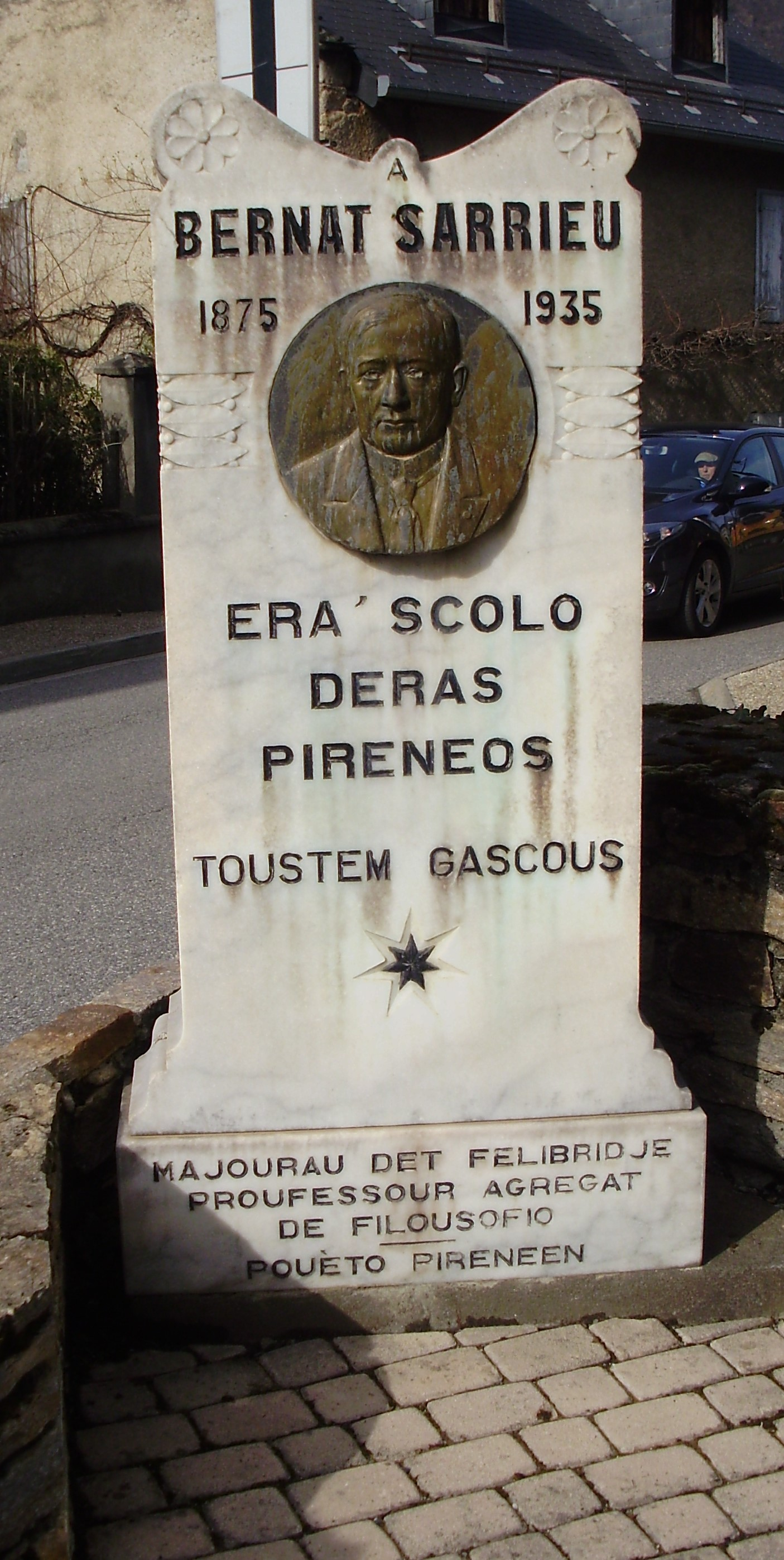
Stèle de Bernard Sarrieu à Saint Mamet